# Tuân (nước)
Tuân (tiếng Trung: 荀; bính âm: Xún) là một nước chư hầu thuộc lưu vực sông Phần tỉnh Sơn Tây thời Tây Chu và Xuân Thu trong lịch sử Trung Quốc.
Đầu thời Xuân Thu nước Tấn bị xâu xé vì nội loạn, nước Tuân từng tham gia việc thảo phạt Khúc Ốc, tước Bá đất Khúc Ốc đương thời về sau chính là Tấn Vũ công. Sau khi ổn định tình hình trong nước, Tấn Vũ công liền mang quân diệt luôn nước Tuân.
Theo Xuân Thu Tả thị truyện - Hoàn công cửu niên ghi chép là vào năm 703 TCN, vua năm nước chư hầu Quắc, Nhuế, Lương, Tuân và Giả dẫn binh thảo phạt Khúc Ốc Vũ công.

## Quân chủ nước Tuân
- Tuân Bá Đại Phụ, sống cuối thời Tây Chu.[2]
- Tuân Bá Chỉ (Tả Chỉ Hữu Hiệt), sống đầu thời Xuân Thu.[3]